# Adventure Sound
Adventure Sound är en vik i territoriet Falklandsöarna (Storbritannien). Den ligger i södra delen av ögruppen, 90 km sydväst om huvudstaden Stanley.